# Чехословаччина на літніх Олімпійських іграх 1948
Чехословаччина взяла участь в Літніх Олімпійських іграх 1948 року в Лондоні (Велика Британія) в шостий раз.
До складу спортивної делегації увійшло 87 спортсменів: 73 чоловіка і 14 жінок, які брали участь в 55 змаганнях з 11 видів спорту. Збірна завоювала шість золотих, дві срібні та три бронзових медалі.
Каноїст Ян Брзак-Фелікс успішно захистив свою медаль, яку виграв ще на Літніх Олімпійських іграх 1936 року, щоправда з іншим партнером. Жіноча збірна зі спортивної гімнастики здобула перемогу в командному заліку, але радість перемоги була затьмарена смертю члена команди Елішки Мисакової, яка померла в лікарні під час змагань.
Легкоатлет Еміль Затопек завоював золоту і срібну медаль Олімпіади, а гімнаст Зденек Ружичка завоював теж дві медалі, але обидві бронзові.

## Медалісти
Золото
- Еміль Затопек — Легка атлетика, Чоловіки, 10.000 м.
- Юліус Торма — Бокс, напівсередня вага.
- Йозеф Голечек — Каное, Чоловіки 1.000m Canadian Singles.
- Франтішек Чапек — Каное, Чоловіки 10.000m Canadian Singles.
- Ян Брзак-Фелікс та Богумил Кудрна — Каное, Чоловіки-двійки 1.000 m Canadian Pairs.
- Зденка Гонсова, Зденка Верміровська, Милослава Мисакова, Марі Коварова, Мілена Мюллерова, Віра Ружичкова, Ольга Шильганова та Божена Срнцова — Спортивна гімнастика, Жіноча команда, командний залік.*

* Елішка Мисакова була нагороджена почесною золотою медаллю разом з командою посмертно.
 Срібло
- Еміль Затопек — Легка атлетика, Чоловіки, 5.000 м.
- Вацлав Гавел та Іржі Печка — Каное, Чоловіки-двійки 10.000 m Canadian Pairs.

 Бронза
- Зденек Ружичка — Спортивна гімнастика, вільні вправи.
- Зденек Ружичка — Спортивна гімнастика, кільця.
- Лео Соторник — Спортивна гімнастика, опорний стрибок.

## Учасники

### Бокс
Спортсменів — 6
Чехословаччину на Олімпійських іграх 1948 року в Лондоні представляли шість боксерів. Юліус Торма переміг у ваговій категорії до 67 кг, хоча у фіналі бився зі зламаною кісткою великого пальця на лівій руці. Наймолодший учасник збірної Чехословаччини Франтішек Майдлох теж міг завоювати олімпійську медаль у ваговій категорії до 51 кг, але у півфіналі поступився майбутньому олімпійському чемпіонові Паскуалю Пересу (Аргентина), а потім програв поєдинок за бронзу Хан Су Ану (Південна Корея).

### Легка атлетика
В змаганнях з легкої атлетики від Чехословаччини взяли участь 11 спортсменів (7 чоловіків і 4 жінки). Бігун на довгі дистанції Еміль Затопек завоював золоту і срібну медаль. Вацлав Чевона на дистанції 1500 м фінішував четвертим. Ярослава Комаркова була п'ятою в штовханні ядра. Інші спортсмени показали гірші результати.

### Спортивна гімнастика
Чоловіки — 8
| Гімнаст            | Командний залік | Абсолютний залік | Снаряд        | Снаряд          | Снаряд           | Снаряд      | Снаряд | Снаряд |
| Гімнаст            | Командний залік | Абсолютний залік | Вільні вправи | Опорний стрибок | Паралельні бруси | Перекладина | Кільця | Кінь   |
| ------------------ | --------------- | ---------------- | ------------- | --------------- | ---------------- | ----------- | ------ | ------ |
| Зденек Ружичка     | 6               | 7                | Бронза        | 46              | 7                | 17          | Бронза | 30     |
| Павел Бенетка      | 6               | 23               | 6             | 28              | 26               | 20          | 25     | 59     |
| Мірослав Малек     | 6               | 47               | 55            | 30              | 56               | 33          | 32     | 63     |
| Владімір Карас     | 6               | 48               | 8             | 89              | 33               | 61          | 7      | 59     |
| Лео Соторник       | 6               | 50               | 6             | Бронза          | 53               | 79          | 17     | 76     |
| Франтішек Вірст    | 6               | 52               | 60            | 34              | 64               | 27          | 73     | 57     |
| Вратіслав Петрашек | 6               | 65               | 64            | 84              | 51               | 77          | 25     | 70     |
| Густав Груби       | 6               | 74               | 38            | 17              | 102              | 103         | 46     | 41     |

Жінки — 8
| Гімнастка           | Командний залік | Абсолютний залік | Снаряд | Снаряд | Снаряд          |
| Гімнастка           | Командний залік | Абсолютний залік | Колода | Кільця | Опорний стрибок |
| ------------------- | --------------- | ---------------- | ------ | ------ | --------------- |
| Зденка Гонсова      | Золото          | 1                | 1      | 1      | 10              |
| Милослава Мисакова  | Золото          | 4                | 2      | 4      | 36              |
| Віра Ружичкова      | Золото          | 6                | 10     | 11     | 12              |
| Божена Срнцова      | Золото          | 8                | 4      | 4      | 41              |
| Мілена Мюллерова    | Золото          | 10               | 15     | 6      | 28              |
| Зденка Верміровська | Золото          | 24               | 21     | 37     | 45              |
| Ольга Шильганова    | Золото          | 26               | 32     | 11     | 48              |
| Марі Коварова       | Золото          | 28               | 59     | 7      | 16              |

* В змаганнях жінок медалі за індивідуальні результати, на відміну від чоловіків, не вручалися.
** На цих Олімпійських іграх жінки не змагалися на брусах, а єдиний в історії ігор раз змагалися на кільцях.